# Tammaritu II
Tammaritu II est le souverain de l'Elam à partir de 652 jusqu'à 650 ou 649,. Après les brefs règnes d'Indabibi et d'Humban-haltash III, Tammaritu II fut brièvement remis au pouvoir en 648. Tammaritu II était le successeur d'Ummanigash, son oncle.
Après une attaque ratée en 652 par le roi élamite Ummanigash contre l'Empire assyrien, Tammaritu II prend le pouvoir par un coup d'état. Tammaritu a poursuivi la politique d'Ummanigash en soutenant le dirigeant babylonien Shamash-shum-ukin contre le roi assyrien Assurbanipal. Pendant les combats, un de ses généraux, Indabibi, changea de camp et Tammaritu s'échappa à Ninive en 650 ou 649. Ainsi a commencé le règne bref d'Indabibi sur l'Élam.
En 648, Indabibi est tué et remplacé par Humban-haltash III. Mais les Assyriens envahissent de nouveau l'Elam et réinstallent Tammaritu II comme roi de l'Élam. Tammaritu II est ensuite déposé et exilé par l'Assyrie pour s'être plaint du pillage assyrien d'Élam lors de l'invasion. Humban-haltash III reprend alors la souveraineté sur l'Élam.